# Enrens
El pueblo desaparecido de Enrens pertenece al antiguo término de Espluga de Serra, agregado en 1970 al término municipal de Tremp. Forma parte del enclave de Enrens y Trepadús, que en 1812 había sido declarado ayuntamiento.
En efecto, entre 1812, a raíz de la aplicación de la Constitución de Cádiz, Enrens y Trepadús formaron ayuntamiento, que desapareció en una fecha todavía indeterminada anterior a 1847, ya que el nombre de vecinos (cabezas de familia) era solo de 2, y así no podía mantener la independencia municipal. En un primer momento se unió a Casterner de les Olles, y en febrero de 1847 este ayuntamiento se agregó al de Espluga de Serra, junto con Aulàs, Castellet, Llastarri, els Masos de Tamúrcia y la Torre de Tamúrcia.

A comienzos del siglo XXI el antiguo pueblo de Enrens había desaparecido del todo, y solo queda el topónimo como testimonio de su emplazamiento.
La iglesia de Enrens era sufragánea de la parroquial de Casterner de les Olles. También dependía de ella la capilla de Trepadús, dedicada a la Santísima Trinidad.

## Etimología
Enrens es uno de los topónimos de origen vasco, como muchos otros presentes en las tierras pirenaicas. Joan Coromines postula su origen en errentze, derivado colectivo de 'erren (espina, pincho). Así pues, Enrens equivaldría a espinegar, bosquecido de matorrales y zarzas.
El topónmo está documentado desde 979 (Enrrenses), y aparece escrito con diversas variantes alrededor de esta forma en documentos de los siglos XI y XII: Enrrense, Enrés, Enrrens e incluso Rens.

## Historia
Pascual Madoz pasó por per Enrens y Trepadús poco antes de 1845. Describió el enclave como localidad con ayuntamiento. Cuando habla de Enrens decía que el pueblo se componía de una sola casa, ventilada a los cuatro vientos, y en el término había otra edificación, que era una casa de Monjes llamada Trepadús, ambas de un solo piso y mala construcción. La casa de Trepadús tenía una capilla, dedicada a la Santísima Trinidad dentro de la cual, por falta de cementerio, enterraban a los muertos. Pertenecía al monasterio de monjes bernardinos de Lavaix, pero una vez extinguido, los de Enrens y Trepadús se tuvieron que espabilar para hacer venir al capellán a los servicios semanales. El terreno es montañoso, áspero, pedregoso y en general de mala calidad. Se labraban unos 12 jornales de tierra, practicando la alternancia de campos labrados y campos de barbecho, atendiendo la pobreza de la tierra. Los cultivos son de centeno, cebada y patatas. Hay algo de ganado: ovejas, cabras y bueyes. Hay caza de perdices y muchos conejos. La población era de 2 vecinos y 13 ánimas (quiere decir 2 cabezas de casa y 13 personas en total).